# Lily Sverner
Lily Sverner, geborene Strozenberg (geboren am 27. Dezember 1934 in Antwerpen; verstorben am 29. Oktober 2016 in São Paulo) war eine jüdische belgisch-brasilianische Fotografin.

## Leben
Sie wurde am 27. Dezember 1934 in Antwerpen als Lily Strozenberg in einer jüdischen Familie aus Polen geboren. Ihre mütterlichen Großeltern, die Wolkowiczs, betrieben einen Kurzwarenhandel. Frida und Leon Strozenberg, ihre Eltern, hatten zwei weitere Töchter, Fanny und Rozy. Angesichts des Vormarschs der Nazis in Europa gelang es der Familie 1941, Europa zu verlassen und nach Brasilien zu fliehen. Die Visa wurden durch die Bemühungen des brasilianischen Diplomaten Luís Martins de Souza Dantas (1876–1954) ermöglicht. Am 7. Mai 1941 erreichten sie den Hafen von Rio de Janeiro mit dem Schiff Serpa Pinto aus Lissabon. Die Familie ließ sich in São Paulo nieder, eröffnete einen Diamantenhandel, eine Tätigkeit, die sie bereits in Belgien ausgeübt hatten. 1943 zog die Familie nach Rio de Janeiro, aufgrund der Gesundheitsempfehlung für die angeschlagene Mutter, an einem wärmeren Ort zu leben.
Ab 1946 besuchte Lily Strozenberg das Colégio Mello e Souza und schloss ihre Schulausbildung 1951 ab. Anschließend studierte sie bis 1954 Dekorative Kunst am Nationalen Institut der Künste (Instituto Nacional das Artes) in Rio de Janeiro. Sie heiratete den Geschäftsmann Isaac Sverner, Gründer der CCE Indústria e Comércio de Componentes Eletrônicos S.A., aus São Paulo, und nahm dessen Nachnamen an. Das Paar ließ sich in São Paulo nieder, wo zwischen 1955 und 1960 ihre vier Kinder Susan, Beatriz, Eduardo und Roberto geboren wurden.
Sverner begann 1968 (nach anderen Quellen 1973/74) an der Enfoco-Schule zu studieren, nachdem sie zuvor viel im privaten Kontext fotografiert hatte. Dort lernte sie unter anderem die Fotografen Cristiano Mascaro und Maureen Bisilliat kennen. 1976 nahm sie erstmals mit ihren Werken an einer Gruppenausstellung in der Fuji-Galerie in Santo André teil. Drei Jahre später fand ihre erste Einzelausstellung „Estranha solidão“ statt, in der sie eine Mischung aus Fotografien von Menschen und Objekten in der Galerie Grife in São Paulo präsentierte, die ihrer Schwester Rozy gehörte. Sverner heiratete 1983 erneut, den Bauingenieur Isaac Epstein.
1987 gründete sie zusammen mit André Boccato den ersten brasilianischen Verlag für Fotobücher, Sver & Boccato Editores. Im Jahr 1988, drei Jahre nach einem Praktikum am International Center of Photography in New York, begann sie im Rahmen des Projekts „Nomes“ zu fotografieren, was bis 1991 zu 472 Schwarz-Weiß-Porträts über die soziale Isolation im Alter in Itatiba und São Paulo führte. Sverners Arbeiten fanden Aufnahme in bedeutenden internationalen Sammlungen wie der Fototeca de Cuba, der New York University und der Maison Française. 1989 veröffentlichte sie ihr erstes Buch „Fragmentos de uma Paisagem Urbana“, 1995 ihr zweites Werk „Virtudes da Realidade“. 1997 gründete sie das „Gabinete da Imagem“ mit dem Ziel, Fotografien zu verkaufen und auszustellen.
Im Jahr 2000 gründete sie in Itatiba, São Paulo, das „Centro Mandala“ für Studien, Wohlbefinden und Meditation. Ihre letzte Ausstellung, „Para Ver Sem Pressa“, fand von Juli bis September 2016 in der Galerie Fass statt. Zwei Monate nach der Ausstellung verstarb Sverner am 29. Oktober 2016 im Alter von 82 Jahren an einem Darmverschluss im Hospital Israelita Albert Einstein in São Paulo.
Im Februar 2019 übergab Sverners Familie ihren gesamten Werknachlass als Dauerleihgabe an das Instituto Moreira Salles; er umfasst 300 Papierfotos, 8.000 Negative und Dias, 4.000 Kontaktabzüge und digitale HD-Bilder. 2022/2023 zeigte das Jüdische Museum von São Paulo Werke Sverners als Teil der Ausstellung „Modernas“, neben Fotografien der ebenfalls jüdischen Fotografinnen Alice Brill, Claudia Andujar, Hildegard Rosenthal, Gertrudes Altschul, Madalena Schwartz und Stefania Bril.

## Bibliographie
- Maria Clara Lysakowski Hallal, Taiane Mendes Taborda: O FEMININO NOS ACERVOS HISTÓRICOS: PERSPECTIVAS IMAGÉTICAS DE LILY SVERNER. 2. September 2023, ISSN 2595-4830, doi:10.5281/ZENODO.8311704 (zenodo.org [abgerufen am 27. Februar 2024]).
- Ilana Feldmann, Priscyla Gomes (Hrsg.): Modernas! São Paulo vista por elas. Modern women! São Paulo through their eyes. Museu Judaíco de São Paulo, São Paulo 2022, ISBN 978-6-59972894-5, S. 207–209.